# Bainoceratops
Bainoceratops – rodzaj wymarłego dinozaura, ceratopsa z grupy Neoceratopsia.
Skamieniałości dinozaura odnaleziono w Mongolii, w Bajandzag na południowej Gobi. Miejsce to znane było już wcześniej z istotnych odkryć paleontologicznych. Znajdują się tam skały formacji Djadokhta, datowane na epokę kredy późnej. Tym razem odkryte szczątki, kręgi oznaczone jako PIN, no. 614-33, przypominały pozostałości dinozaurów rogatych. W obrębie rzeczonej formacji znajdywano już skamieniałości zwierząt tej grupy, zaliczanych do rodzajów Udanoceratops, protoceratops, Bagaceratops. Tylko pozostałości protoceratopsa znaleziono w Bajandzag. Początkowo nowe znalezisko uznano za skamieniałości właśnie protoceratopsa. Jednak późniejsze badania wskazały, że różniły się od protoceratopsich, przypominając natomiast zwłaszcza Leptoceratops czy Udanoceratops. Wiktor Tierieszczenko i Władimir Alifanow w 2003 zdecydowali się przenieść je do odrębnego rodzaju, któremu nadali nazwę Bainoceratops. Nazwę tę zaczerpnęli z anglojęzycznej transkrypcji nazwy lokalizacji Bain-Dzak oraz nazwy rodzajowej Ceratops. Drugiego członu tej nazwy nie tłumaczyli, jednak współtworzy ona również nazwy innych ceratopsów i tłumaczona jest jako rogata twarz. W rodzaju umieszczono pojedynczy gatunek Bainoceratops efremovi, upamiętniając w ten sposób paleontologa  Iwana Jefriemowa. Autorzy ocenili wielkość zwierzęcia na 2,5 m. Trzony kręgów przedkrzyżowych opisali jako krótkie, średniej głębokości, o powierzchni przedniej nieco wklęsłej, a tylnej płaskiej. Na szóstym i siódmym kręgu szyjnym wskazali dobrze rozwinięty owalny grzebień brzuszny, na ostatnich kręgach grzbietowych opisali odchodzące w bok wyrostki poprzeczne o zaokrąglonej podstawie i prespinal crest. Wyrostek kolczysty kręgu krzyżowego zakręcał do tyłu. W przypadku proksymalnych kręgów ogonowych opisali wyrostek kolczysty o podstawie długości połowy trzonu kręgu oraz zmierzające w bok i ku tyłowi wyrostki poprzeczne. Kreatorzy rodzaju zaliczyli go do rodziny Protoceratopsidae. W kolejnej pracy Tierieszczenko wymieniał go dalej wśród Protocerapoidea, podobnie Alifanow w 2008 umieszczał go w Protoceratopidae, razem zresztą z Udanoceratops. Za nimi szli inni autorzy. Pogląd ten z czasem uległ zmianie. W 2018 Tierieszczenko, zauważając bliższą relację Bainoceratops do Udanoceratops czy Leptoceratops niż do Protoceratops, zaliczył go do wraz z dwoma wymienionymi rodzajami rodziny leptoceratopsów jako jednej z czterech rodzin Neoceratopsia. Wskazywał zarazem na takie odróżniające się cechy leptoceratopsów, jak krzywizna szyjnych łuków kręgowych czy 10, a nie 9 kręgów piersiowych, jak też na niższy a szerszy ogon. W tym samym roku Eric Morschhauser i inni wymieniali go wśród Bagaceratopsidae.